# Michael Smith (Künstler)
Michael Smith (* 3. August 1951 in Chicago) ist ein US-amerikanischer Video- und Performancekünstler.

## Leben und Werk
Michael Smith studierte bis zum Bachelor am Colorado College und war Teilnehmer des freien Studienprogramms des Whitney Museum of American Art. Smith lehrte an der University of California, Los Angeles, dem California Institute of the Arts, dem Art Center College of Design, der Cranbrook Educational Community, der University of Illinois at Chicago, der Königlich Dänischen Kunstakademie, dem Pratt Institute und der Yale University. Seit 2001 ist Michael Smith Professor an der University of Texas at Austin.
Bekannte Performances von Michael Smith sind Mike’s House und Avuncular Quest, die 1982 im Whitney Museum of American Art zu sehen waren. 2014 wurde Michael Smith in das Museum of Modern Art eingeladen, um eine Performance zu der Komposition 4'33" von John Cage aufzuführen.
Mit dem Video Go for it Mike (1984) nahm Michael Smith 1987 an der documenta 8 teil.

## Auszeichnungen (Auswahl)
- 1978, '82, '88, '91 National Endowment for the Arts
- 1985 Guggenheim-Stipendium
- 1987, 1990, 1996 Art Matters
- 2005–2006 MIT Center for Advanced Visual Studies